# Karl-Erik Hult
Karl-Erik „Kalle“ Hult (* 18. Dezember 1936; † 11. Mai 2010) war ein schwedischer Fußballtrainer.

## Werdegang
Nach seiner Spielerkarriere, die Hult beim in den 1960er Jahren kurzzeitig zweitklassig antretenden GIF Nike bestritten hatte, arbeitete Hult als Trainer im schwedischen Fußball. 1970 übernahm er den Zweitligisten Landskrona BoIS, den er am Ende seiner ersten Spielzeit zum Wiederaufstieg in die Allsvenskan führte. Dort belegte er mit dem Aufsteiger den sechsten Tabellenplatz. Daraufhin warb ihn der ebenfalls in Schonen beheimatete mehrfache Meister Malmö FF als Nachfolger des Erfolgstrainers Antonio Durán zur folgenden Spielzeit ab.
Zwei Jahre arbeitete Hult für Malmö FF, nach einem sechsten bzw. vierten Tabellenplatz in der höchsten schwedischen Spielklasse wurde er Anfang 1974 durch den Engländer Bob Houghton ersetzt. Unterdessen gewann im Sommer 1972 sein vormaliger Klub, mit dem er noch die ersten Pokalrunden im Wettbewerb 1971/72 bestritten hatte, unter Nachfolger Rolf Svensson den schwedischen Landespokal. Im Wettbewerb 1972/73 holte er seinerseits den Pokaltitel, der amtierende Meister Åtvidabergs FF wurde durch einen 7:0-Endspielsieg geradezu deklassiert. Später folgten noch Engagements unter anderem bei IFK Trelleborg und Lunds BK in der zweit- und dritthöchsten Spielklasse.
Im Mai 2010 verstarb Hult im Alter von 74 Jahren nach kurzer Krankheit. Seine Brüder Leif und Nils, der bei Malmö FF in den 1960er Jahren zum Auswahlspieler in der schwedischen Nationalmannschaft avancierte, waren ebenfalls als Fußballspieler aktiv und liefen jeweils in der Allsvenskan auf.